# Полизос, Димитри
Дими́три Гас Поли́зос (англ. Dimitri Gus Polizos; 14 августа 1950, Монтгомери, Алабама, США — 27 марта 2019) — греко-американский ресторатор и политик-республиканец, член Палаты представителей Алабамы. Двоюродный брат актёра Вика Полизоса.

## Биография

### Семья
Родился в семье греков Гаса и Кики Полизосов, на протяжении 65 лет занимавшихся ресторанным бизнесом в Монтгомери, и бывшими активными членами местной греческой православной церкви, одним из основателей которой был Гас Полизос.
Гас Полизос (1920—2014, настоящее имя Константинос) — один из первых и самых известных в Монтгомери рестораторов. После службы в Армии США в качестве повара в военном лагере в 1944 году вернулся в Монтгомери, работал в ресторане свояка. В 1955 году вместе со старшим братом Ником и кузеном Виком Фивгасом открыл впоследствии ставший знаменитым в Монтгомери ресторан «Riviera», который посещали, кроме прочих, политические лидеры Алабамы и военнослужащие. Женился в 1948 году.

### Образование
В 1968 году окончил среднюю школу.
Получил степень бакалавра в области бизнеса в Тройском университете.

### Карьера
Вместе с сестрой владеет рестораном греческой и итальянской кухни «Mr. Gus' Ristorante» в Монтгомери.
В 2004—2013 годах — член Комиссии округа Монтгомери.
В 2013—2019 годах — член Палаты представителей Алабамы.

## Личная жизнь
Женат, имеет троих детей.
Исповедует греческое православие.